# Union des sociétés françaises de sports athlétiques

Logo der USFSA

Die Union des sociétés françaises de sports athlétiques (kurz USFSA; deutsch Union der französischen Vereine des athletischen Sports) war ein Sportverband, der Ende des 19. und zu Beginn des 20. Jahrhunderts mehrere bedeutende Sportarten in Frankreich umfasste.
Gegründet wurde er 1887 in Paris durch die Sportvereine Racing Club de France und Stade Français. Zu Beginn war er ein reiner Leichtathletik-Verband, doch ab 1889 öffnete er sich gegenüber anderen Sportarten, darunter Rugby, Hockey, Fußball, Fechten und Schwimmen, die durch spezialisierte Kommissionen vertreten waren. Die USFSA nahm nur Vereine auf, die mindestens ein Jahr alt waren und mindestens 25 Mitglieder zählten. Waren es 1890 noch sieben Vereine, so stieg deren Zahl im Jahr 1903 auf 350 und im Jahr 1913 auf 1700. Auf ihrem Höhepunkt vertrat die USFSA über 270.000 lizenzierte Sportler.
Im Gegensatz zu konkurrierenden Verbänden war die USFSA sehr auf die Einhaltung des Amateurismus bedacht. 1894 legte der damalige Generalsekretär Pierre de Coubertin die Grundlage für die modernen Olympischen Spiele. Auch bei der Gründung des internationalen Fußballverbandes FIFA war mit Robert Guérin ein Vertreter der USFSA federführend. 1919 und 1920 spalteten sich zahlreiche der Kommissionen ab und gründeten eigenständige Verbände, beispielsweise die Fédération Française de Football und die Fédération française de rugby. Die USFSA löste sich daraufhin auf.

## Geschichte

### Gründung und Wachstum

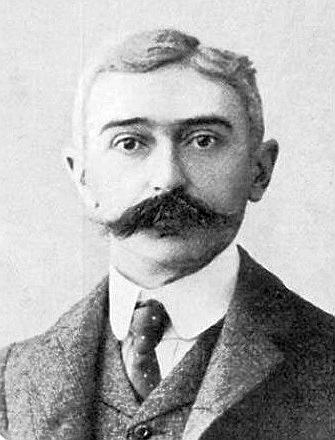
Pierre de Coubertin, USFSA-Generalsekretär

Am 20. November 1887 beschlossen die Verantwortlichen zweier Pariser Vereine, Racing Club de France und Stade Français, einen Leichtathletikverband zu gründen: Die Union des sociétés françaises de courses à pied (USFCP, dt. „Union der französischen Laufvereine“), die im April 1888 die ersten nationalen Meisterschaften ausrichtete. Einen Monat später, am 1. Januar 1888, gründete Pierre de Coubertin unter dem Ehrenvorsitz von Jules Simon ein Komitee zur Förderung der körperlichen Bewegung in der Erziehung – auch als Jules-Simon-Komitee bekannt. Es widmete sich hauptsächlich der Organisation von Spielen an der École Monge, bis die Schüler mit jenen des Lycée Condorcet im Rahmen des Racing Club de France zusammenkamen. Die USFCP nahm rasch andere Sportarten in ihre Reihen auf und benannte sich am 31. Januar 1889 in Union des sociétés françaises de sports athlétiques (USFSA) um. Dieser Name war nicht unumstritten, da sich die Begriffe „Sport“ und „Athletik“ damals auf Pferderennen bzw. die Schaustellerei bezogen. Als Coubertin von der Existenz der USFSA und der bereits von ihrem Präsidenten Georges de Saint-Clair geleisteten Arbeit erfuhr, verzichtete er auf einen eigenen Verband, trat der USFSA bei und wurde deren Generalsekretär.
Ab 1888 wetteiferten private und öffentliche Pariser Einrichtungen bei rallye-paper-Rennen (vergleichbar mit dem heutigen Orientierungslauf) und Crosslauf-Wettbewerben, wobei der Sieg häufig an das Lycée Janson de Sailly ging. Die USFSA nahm bald nur noch Vereine auf, die mindestens 25 Mitglieder zählten und seit mindestens einem Jahr existierten. Im Jahr 1890 waren es sieben und 1892 bereits fünfzig Vereine. De Coubertin, der sich besonders der Entwicklung des Schulsports widmete, sorgte dank seiner Überzeugungskraft dafür, dass die Mitgliederzahl rasch anstieg. Die Schulen waren bald zahlreicher vertreten als die Vereine, was nicht unproblematisch war, da einige Mitglieder des leitenden Ausschusses befürchteten, dass diese Entwicklung zulasten der Rekrutierung der Vereine selbst gehen würde. 1892 veranstaltete die USFSA zu ihrem fünfjährigen Bestehen einen Kongress, den Coubertin hauptsächlich dazu nutzte, um für die Wiederauferstehung der Olympischen Spiele zu werben. Zwei Jahre später organisierte er im Auftrag der USFSA den ersten Olympischen Kongress.

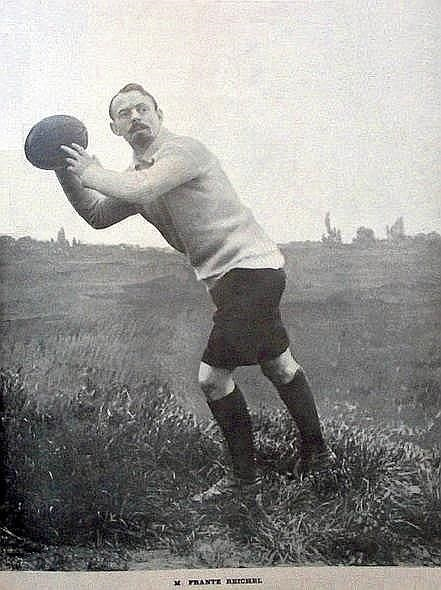
Frantz Reichel

Um mehr Zeit für den Aufbau der olympischen Bewegung zu haben, trat Coubertin 1898 zurück und übergab sein Amt als Generalsekretär an Frantz Reichel, einen vielseitigen Sportler und dynamischen Funktionär. Ursprünglich ausschließlich ein Pariser Verband, öffnete die USFSA 1899 ihre Meisterschaften für Vereine aus der Provinz und dehnte sie auf weitere Sportarten aus. Das von Coubertin gegründete Internationale Olympische Komitee betraute die USFSA am 27. Mai 1899 mit der Organisation der Wettkämpfe in 15 von 19 Sportarten bei den zweiten Olympischen Spielen, die im Rahmen der Weltausstellung 1900 stattfanden. Am 21. Mai 1904 erfolgte am Verbandssitz an der Rue Saint-Honoré die Gründung der Fédération Internationale de Football Association (FIFA). Diese war von Robert Guérin, dem Sekretär der USFSA-Fußballkommission, vorangetrieben worden. Trotz ihrer Verdienste erhielt die USFSA bis 1907 keinerlei Unterstützung vom Staat, im Gegensatz etwa zum Turnverband Union des sociétés de gymnastique de France, der von der Regierung als patriotisch anerkannt und vom Kriegsministerium finanziert wurde. Die Zahl der Vereine stieg bis 1903 auf 350 und bis 1913 auf 1700 an, auf ihrem Höhepunkt vertrat die USFSA über 270.000 Mitglieder.

### Verteidigung des Amateurismus
In Übereinstimmung mit den von Thomas Arnold propagierten Idealen stand die Verteidigung des reinen Amateurismus im Mittelpunkt der Tätigkeit der USFSA, da sie ihn als eigentliche Bedingung für das erzieherische Potenzial des Sports betrachtete. Die Verunglimpfung des „angelsächsischen Professionalismus“ entbehrte nicht jeglicher Grundlage: Verbunden (und sogar gerechtfertigt) mit der Praxis des Wettens, die enorme Geldsummen umsetzt, galten Pferderennen und Boxen als zutiefst korrumpiert, da es ihnen an moralisierenden oder erzieherischen Werten fehlte. Bereits 1881 verstärkten die von Jules Ferry eingeführten Gesetze für eine säkulare, freie und obligatorische Schulbildung dieses Argument: Wenn der Sport seinen Platz einnehmen soll, ist es wichtig, Geld aus der Gleichung herauszuhalten. Mitte der 1880er Jahre starteten Georges de Saint-Clair und Ernest Demay eine nationale Kampagne zur „Säuberung“ der Leichtathletik, in der nach dem Vorbild der Pferderennen bereits seit Mitte des 19. Jahrhunderts Geldpreise vergeben worden waren. Ihre Aktion war erfolgreich und sie erreichten schließlich ein Verbot von Wetten auf Leichtathletikrennen. Die USFSA befürwortete daraufhin einen Sportbetrieb zum alleinigen Ruhm der Leistung und zum Wohle des Körpers. Sie lehnte jede Form von Profisport ab, indem sie einen sehr restriktiven Amateurismus vertrat, den sie in ihren Statuten wie folgt definierte: „Ein Amateur ist jede Person, die noch nie an einem Rennen gegen Bargeld oder gegen eine Beteiligung an Eintrittsgeldern oder mit Profis um einen Preis oder gegen Geld aus einer öffentlichen Spende teilgenommen hat, oder die zu keinem Zeitpunkt in ihrem Leben als angestellter Lehrer oder Ausbilder für körperliche Ertüchtigung tätig war oder keinen Beruf ausübt.“

### Niedergang
1906 sanktionierte die USFSA mehrere Vereine, die auf Einladung von Papst Pius X. zu einer großen Sportveranstaltung nach Rom gereist und für die Reisekosten finanziell entschädigt worden waren. Als Folge davon wechselten zahlreiche Mitglieder von der USFSA zum katholischen Sportverband Fédération gymnastique et sportive des patronages de France (FGSPF) von Paul Michaux, der dadurch stark an Bedeutung gewann. FGSPF-Generalsekretär Charles Simon nutzte das Zerwürfnis, um verschiedene konkurrierende Fußballverbände am 23. März 1907 im Comité français interfédéral (CFI) zusammenzufassen. Anstatt ihre Grundsätze aufzugeben, zog es die USFSA vor, ihren Sitz in der FIFA dem neuen Konkurrenten CFI zu überlassen, der dem Profisport gegenüber toleranter eingestellt war. Pierre de Coubertin drückte sein Missfallen an der verfahrenen Situation dadurch aus, indem er sich im Dezember 1906 endgültig aus den Führungsgremien der USFSA zurückzog.
Es lag an Frantz Reichel, die Situation so gut wie möglich zu klären. Er schuf am 3. Mai 1908 ein nationales Sportkomitee, das schließlich das Französische Olympische Komitee beherbergte und dieses mehr oder weniger absorbierte, indem es unter den Verbänden den notwendigen Konsens für die Teilnahme an den Olympischen Spielen von 1908 und 1912 erreichte. Der Einfluss der USFSA schwand nach dem Ende des Ersten Weltkriegs immer mehr, denn die einzelnen Sportarten, die durch spezialisierte Kommissionen vertreten waren, strebten ihre Unabhängigkeit an. Unter dem letzten Präsidenten Gaston Vidal löste sich die USFSA 1919/20 in mehrere Verbände auf. Es waren dies die Fédération française de football association (Fußball), die Fédération française de rugby (Rugby Union), die Fédération française de hockey (Hockey), die Fédération Française d’Athlétisme (Leichtathletik) und die Fédération française de natation (Schwimmsport).

## Organisation

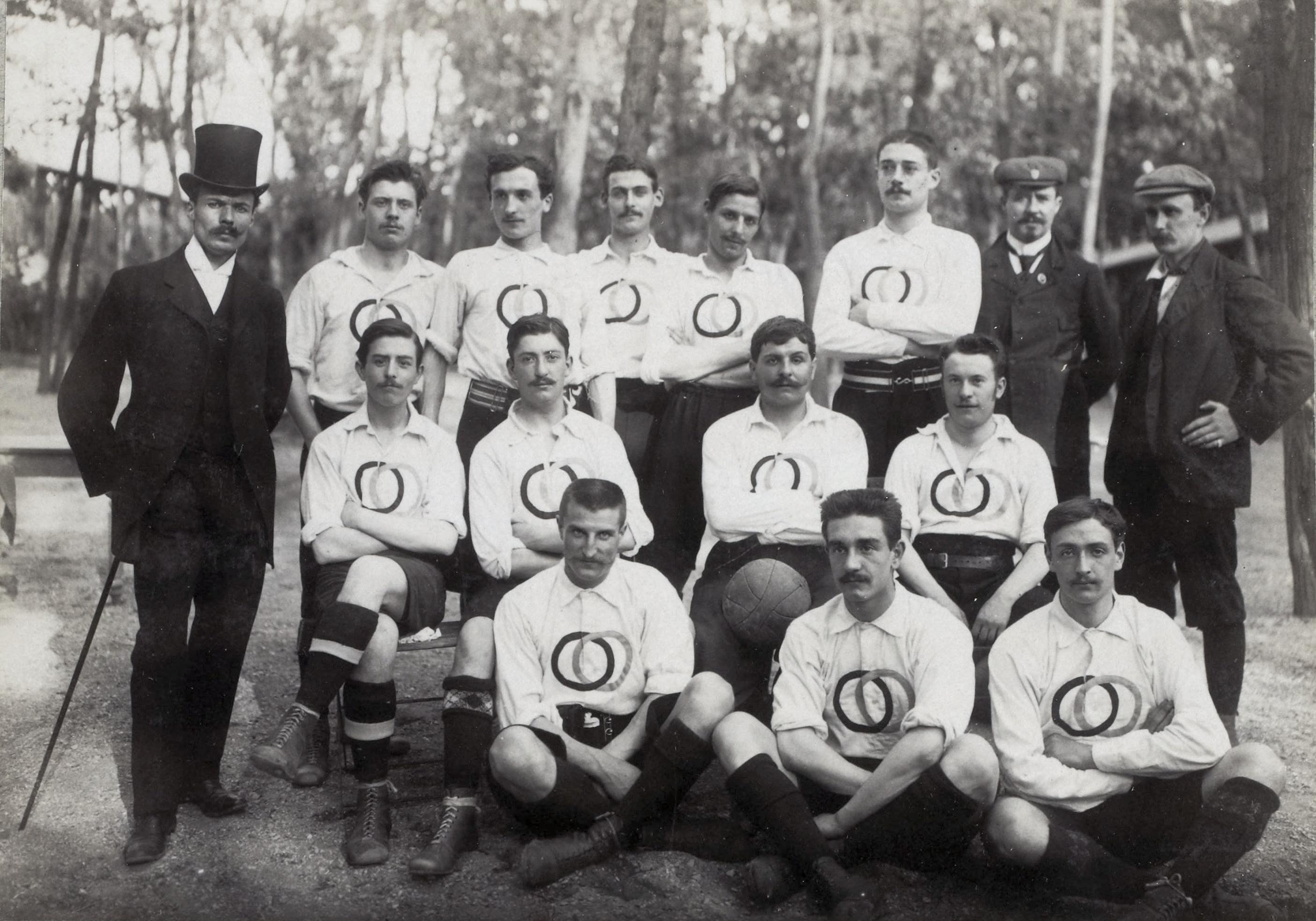
Das französische Fußballteam der Olympischen Spiele 1900 mit dem Logo der USFSA

Alle französischen Nationalmannschaften, die aus der USFSA hervorgegangen sind, tragen ein weißes Trikot und haben als Emblem zwei ineinander verschlungene Ringe, rot und blau (sind also auf die Farben der französischen Flagge reduziert). Das Emblem diente später als Inspiration für die olympische Flagge. Der gallische Hahn wurde ab 1913 mit dem Beitritt der USFSA zum CFI schrittweise integriert. Das Motto der USFSA lautet Ludus Pro Patria („Spiele für das Vaterland“) und geht auf Jules Marcadet, Präsident von Stade Français und Mitbegründer der USFSA, zurück. Jede Sportart wurde von einer Kommission organisiert. Am 23. Oktober 1894 beschloss der leitende Ausschuss der USFSA, 19 regionale Komitees zur Organisation von Wettbewerben in den Provinzen einzurichten. Jeden Samstag erschien eine neue Ausgabe der Verbandszeitschrift Les sports athlétiques.

### Leichtathletik
Seit ihrer Gründung hatte sich die USFSA im Kampf gegen den Profisport, insbesondere in der Leichtathletik, ausgezeichnet und setzte für eine lange Zeit ihre Vision als Modell durch. Sie organisierte 1888 die ersten französischen Leichtathletikmeisterschaften, bei denen vier Veranstaltungen auf dem Programm standen: 100-Meter-Lauf, 400-Meter-Lauf, 1500-Meter-Lauf und 110-Meter-Hürdenlauf. Austragungsort war 20 Jahre lang das Stadion Croix Catelan, mit Ausnahme der Jahre 1890 (Jardin des Tuileries), 1906 und 1908 (Parc de Saint-Cloud). Ab 1909 wurden die Meisterschaften im Stade du Matin in Colombes ausgetragen (das heutige Stade Olympique Yves-du-Manoir). Zu den großen Champions jener Zeit gehören Frantz Reichel, Michel Théato, Henry Deloge, Jean Bouin, Géo André, Violette Morris, Lucie Bréard und Pierre Lewden. Am 17. Juli 1912, während den Olympischen Spielen von Stockholm, beteiligte sich die USFSA mit 17 anderen nationalen Verbänden an der Gründung des Internationalen Leichtathletikverbands (IAAF, heute World Athletics). 1920 organisierte die USFSA ihre letzten Leichtathletikmeisterschaften im Stade Pershing.
Ab 1917 standen die USFSA-Leichtathletikwettkämpfe den Frauen offen, trotz der Vorbehalte der medizinischen Fakultäten und der klaren Position, die Pierre de Coubertin zu diesem Thema eingenommen hatte. Die Fédération française d’athlétisme (FFA) entstand am 20. November 1920. Allerdings wurden die Frauensektionen Anfang 1921 zunächst in der Fédération féminine française des sports athlétiques zusammengefasst, bevor sie mit dem Frauenturnverband Union française de gymnastique féminine zur ebenso kurzlebigen Fédération féminine française de gymnastique et sports fusionierte. Aus dieser wiederum entstand im selben Jahr die bis 1942 bestehende Fédération féminine française de gymnastique et d’éducation physique.

### Crosslauf
Der Crosslauf ist eine Disziplin, die im 21. Jahrhundert mit der Leichtathletik assoziiert wird, damals aber als eigenständig galt. Sie tauchte Ende des 18. Jahrhunderts in Großbritannien auf, wo Aristokraten die von ihnen bezahlten Sportler wie Pferde und Windhunde laufen ließen. Eng mit dem Profisport verbunden, war der Crosslauf eines der Aushängeschilder der USFSA, das sie nur Amateuren vorbehielt und ihrer folkloristischen Elemente beraubte (professionelle Läufer trugen damals oft Helme, wie die Jockeys). Dabei gelang es ihr dennoch, ausländische Konkurrenten zur Teilnahme zu bewegen. Die französischen Crosslaufmeisterschaften fanden jährlich von 1889 bis 1920 statt.

### Rugby Union

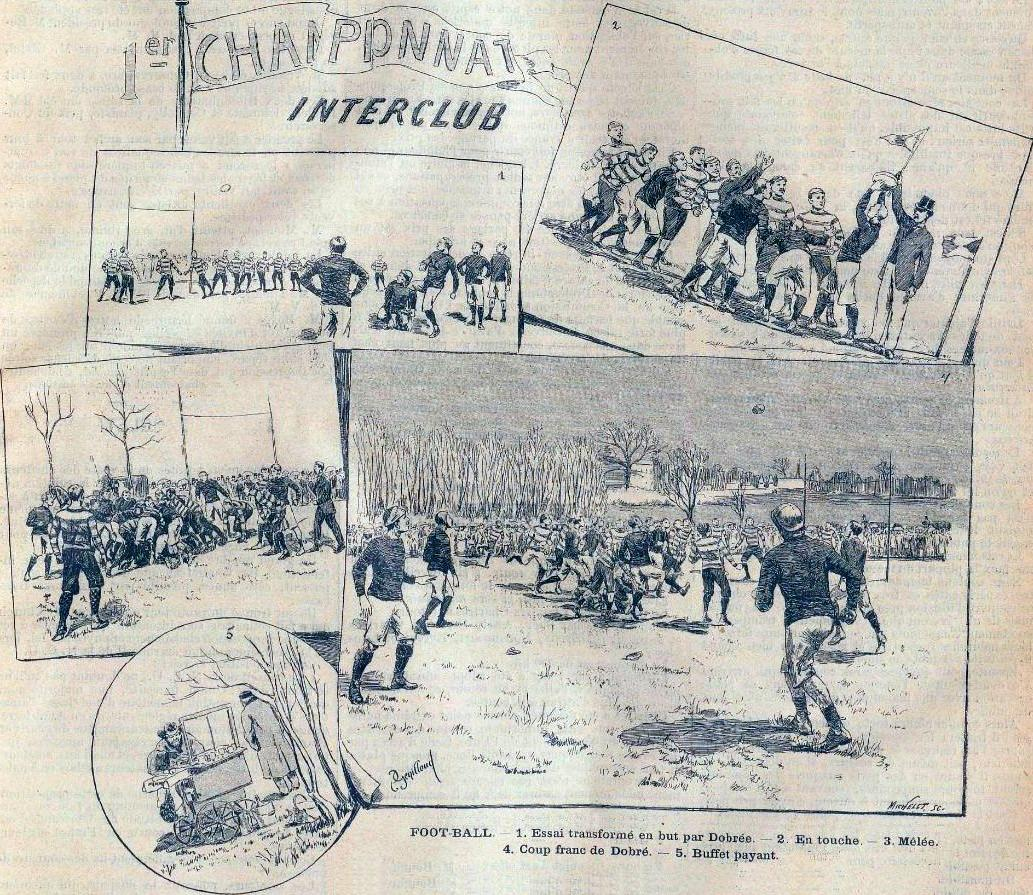
Rugby-Meisterschaftsspiel 1892

Den Vorsitz der Kommission für Rugby Union hatte Charles Brennus inne, der auch Präsident des Sporting Club Universitaire de France war. Der erste französische Meistertitel wurde am 20. März 1892 in einer Partie zwischen dem Racing Club de France und Stade Français ermittelt, das im Bois de Boulogne stattfand; Racing gewann das von Pierre de Coubertin als Schiedsrichter geleitete Spiel mit 4:3. Eine USFSA-Auswahl, die sich aus Spielern dieser drei Pariser Vereine zusammensetzte, nahm am olympischen Turnier 1900 teil und setzte sich im Finale gegen die englischen Moseley Wanderers durch. Ab 1899 wurde das Finale der Meisterschaft zwischen dem Champion von Paris und dem Champion der Départements ausgetragen. Stade Bordelais gewann sofort seinen ersten Titel, und ab 1904 dominierten die Mannschaften aus dem Südwesten das französische Rugby.
Von 1906 bis 1914 bestritt die aus Mitgliedern der USFSA zusammengesetzte französische Nationalmannschaft 28 Länderspiele und gewann ein einziges Spiel, am 2. Januar 1911 gegen Schottland mit 16:15 Punkten. Das erste offizielle Test Match der Nationalmannschaft fand am 1. Januar 1906 im Parc des Princes vor rund 3.000 Zuschauern statt. Es endete mit einem 38:8-Sieg für Neuseeländer. 1910 wurde die Nationalmannschaft erstmals zum jährlichen Turnier der britischen Home Nations zugelassen, dem heutigen Six Nations. Leichtathletik und Rugby waren damals sehr eng miteinander verbunden, und die besten Athleten waren oft auch hervorragende Spieler: Frantz Reichel war dreimal Kapitän der Nationalmannschaft und Géo André bestritt sieben Test Matches. Am 13. Mai 1919 löste das Comité central d’organisation du rugby die Rugby-Kommission der USFSA ab. Am 11. Oktober 1920 entstand daraus die Fédération française de rugby.

### Fußball
Schon lange bevor die USFSA 1894 begann, eine eigene Fußball-Meisterschaft zu organisieren, trafen sich die Pariser Vereine untereinander und luden ausländische Vereine ein. Die Meisterschaft blieb bis und mit 1898 den Hauptstädtern vorbehalten. Sie wurde bis 1895 im K.-o.-System durchgeführt, ab 1896 galt das Meisterschaftsformat „jeder gegen jeden“. Der sehr britisch geprägte Verein Standard AC Paris dominierte die Meisterschaft in den ersten Jahren. Die erste von der USFSA organisierte internationale Begegnung fand am 24. Februar 1895 in Paris statt. Dabei traf eine Pariser Auswahl (bestehend aus Spielern von Standard, White Rovers und Club Français) auf die Mannschaft von Folkestone. 1899 öffnete die USFSA ihre Meisterschaft für Vereine aus der Provinz und kehrte zum K.-o.-Format zurück. In der Schlussphase traten dann jeweils die regionalen Meister gegeneinander an. Die Meistertitel gingen nun überwiegend an Le Havre AC, Stade Helvétique Marseille und RC Roubaix.
Ab 1904 musste sich die USFSA der Konkurrenz der Fédération gymnastique et sportive des patronages de France und der Fédération cycliste et athlétique de France stellen, die ihre eigenen französischen Fussballmeisterschaften durchführten; hinzu kamen Meisterschaften mehrerer regionaler Verbände. Vollends kompliziert wurde die Angelegenheit 1910 mit der Gründung der Ligue de football association durch Jules Rimet, die ebenfalls eine eigene Liga organisierte. Die Durchführung eines französischen Pokalwettbewerbs durch das Comité français interfédéral (CFI) ab 1907 zwang die USFSA dazu, sechs Jahre später dem genannten Komitee beizutreten, um die Teilnahmeberechtigung der angeschlossenen Vereine weiterhin zu erhalten. Aus der Fußballkommission der USFSA und dem CFI entstand am 7. April 1919 die Fédération française de football.

### Schwimmsport
Ab 1899 war die USFSA für die französischen Freiluft-Schwimmmeisterschaften zuständig. Die Kurzstreckenrennen wurden meistens im Deligny-Bad organisiert, einem schwimmenden Becken, das am Quai Anatole-Frankreich vertäut war und 1993 versank. Langstreckenrennen fanden in Dieppe im Meer oder bei Courbevoie in der Seine statt. Bei den Olympischen Spielen 1908 in London war die USFSA bei der Gründung des internationalen Verbandes Fédération internationale de natation behilflich. Aus der Schwimmkommission der USFSA entstand 1920 der französische Schwimmverband.

### Hockey
Ab 1899 organisierte die USFSA die französischen Feldhockey-Meisterschaften, deren Titel mit einer Ausnahme stets an Pariser Vereine ging. Aus der Feldhockey-Kommission ging am 13. November 1920 die Fédération française de hockey hervor.

### Weitere Sportarten
Neben den rallye-paper-Rennen veranstaltete die USFSA eine Reihe von Aktivitäten, die nicht zur Entstehung von Sportverbänden führten. So organisierte sie beispielsweise Krocket-, Cricket- und Tauziehturniere während der Olympischen Spiele 1900. Hinzu kamen Baseball- und Basketballturniere. Basketball blieb bis 1932 eine Abteilung des französischen Leichtathletikverbandes.

## Präsidenten der USFSA

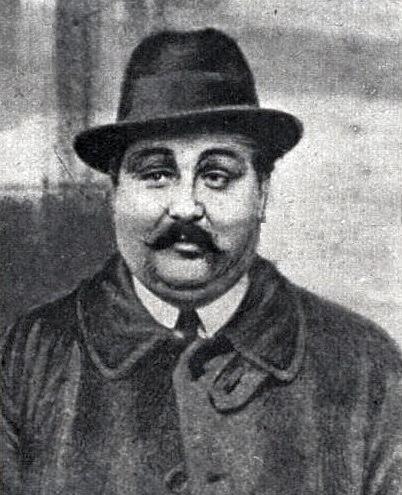
Gaston Vidal, letzter Präsident der USFSA

- Georges de Saint-Clair (1889–1890)
- Michel Gondinet (1891–1892 / 1894)
- Adolphe de Pallisseaux (1893)
- Vicomte Léon de Janzé (1895–1898)
- Paul Escudier (1898–1903)
- Léon Duvignau de Lanneau (1904–1911)
- Dr. Paire (1912)
- Joseph Lemercier (1913–1916)
- Perret (1917)
- E. Mamelle (1917–1919)
- Gaston Vidal (1919–1920)